# Bandeira da Nova Escócia

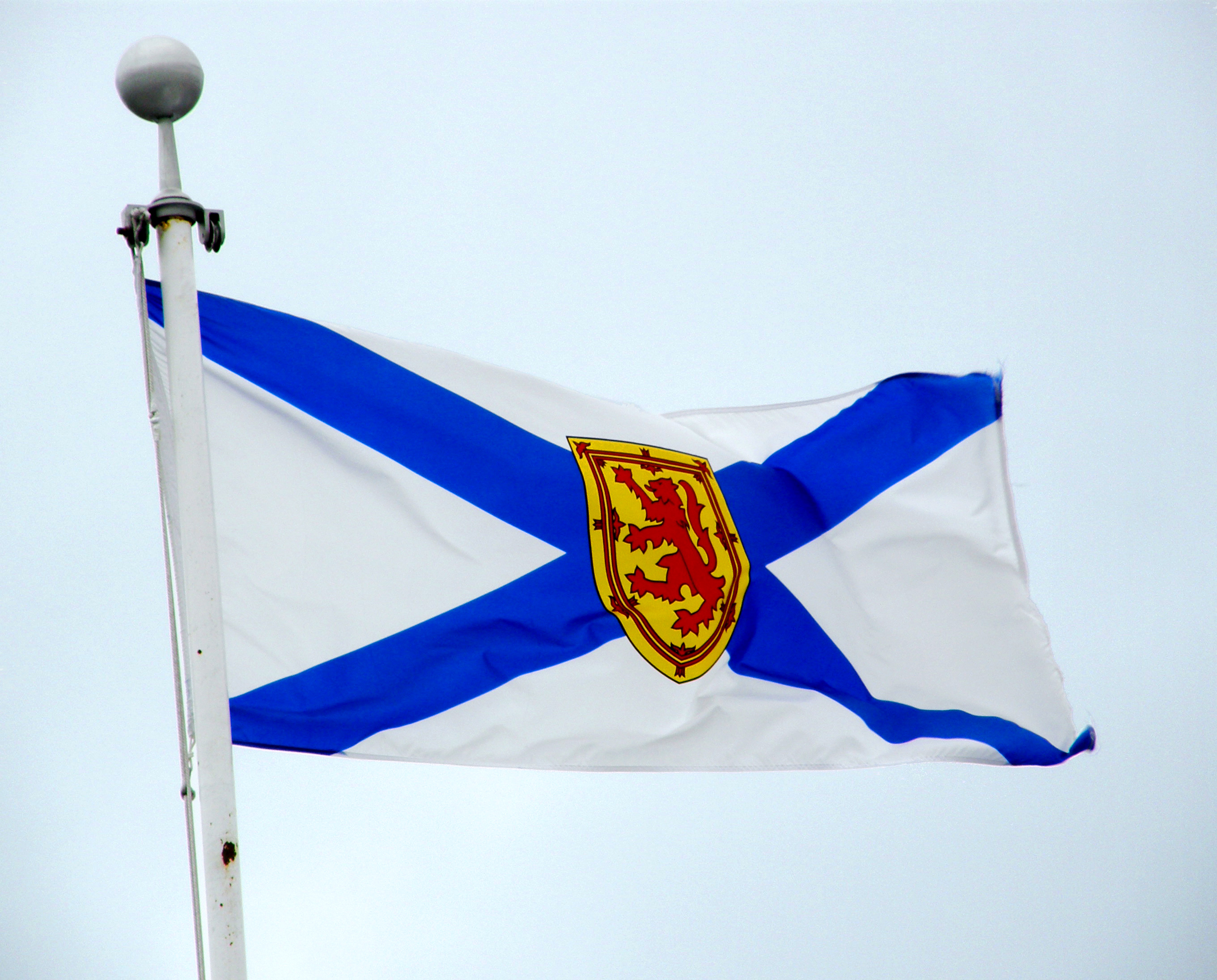
A bandeira hasteada em Amherst, Nova Escócia.

A bandeira da Nova Escócia, criada em 1858, é um estandarte das armas provinciais. A bandeira baseia-se no brasão provincial, concedido ao Governador da Província em 1625. A bandeira da província Canadiana, um sautor azul em campo de branco, é de um esquema de cores invertido ao da bandeira da Escócia (um sautor branco em campo de azul), carregada com um escudo ostentando as armas reais da Escócia, um escudo or com um leão rampant gules rodeado por uma bordadura dupla decorada com flores-de-lis.    
A Nova Escócia foi uma das poucas colónias Canadianas às quais foram concedidas armas, e a bandeira é a única das províncias Canadianas que data de antes da confederação.